# سیاه و سفید (فیلم ۱۹۸۶)
سیاه و سفید (فرانسوی: Noir et Blanc‎) فیلمی به کارگردانی کلیر دورس است که در ۱۹۸۶ برنده دوربین طلایی جشنواره فیلم کن شده است.